# Мейбі (Каліфорнія)
Мейбі (англ. Mabie) — переписна місцевість (CDP) в США, в окрузі Плумас штату Каліфорнія. Населення — 181 особа (2020).

## Географія
Мейбі розташоване за координатами 39°46′37″ пн. ш. 120°32′41″ зх. д. / 39.77694° пн. ш. 120.54472° зх. д. (39.777040, -120.544752).  За даними Бюро перепису населення США в 2010 році переписна місцевість мала площу 9,43 км², уся площа — суходіл.

## Демографія
Згідно з переписом 2010 року, у переписній місцевості мешкала 161 особа в 78 домогосподарствах у складі 58 родин. Густота населення становила 17 осіб/км².  Було 96 помешкань (10/км²).
Расовий склад населення:
| - 93,2 % — білих - 0,6 % — азіатів - 2,5 % — осіб інших рас |

До двох чи більше рас належало 3,7 %. Частка іспаномовних становила 2,5 % від усіх жителів.
За віковим діапазоном населення розподілялося таким чином: 7,5 % — особи молодші 18 років, 67,0 % — особи у віці 18—64 років, 25,5 % — особи у віці 65 років та старші. Медіана віку мешканця становила 57,9 року. На 100 осіб жіночої статі у переписній місцевості припадало 126,8 чоловіків;  на 100 жінок у віці від 18 років та старших — 119,1 чоловіків також старших 18 років.
Цивільне працевлаштоване населення становило 18 осіб. Основні галузі зайнятості: транспорт — 100,0 %.